# ラヴィニア・ウィルソン
ラヴィニア・ウィルソン（Lavinia Wilson, 1980年3月8日 - ）は、オーストリア出身の女優である。

## 出演作品

### 映画
- オーシャンズ・オデッセイ（エヴァ・マイネルト）
- イーオン・フラックス
- カサンドラ